# Хатки (Лоевский район)
Хатки (бел. Хаткі) — деревня в Малиновском сельсовете Лоевского района Гомельской области Беларуси.

## География

### Расположение
В 22 км на северо-запад от Лоева, 60 км от железнодорожной станции Речица (на линии Гомель — Калинковичи), 81 км от Гомеля.

### Гидрография
На восточной окраине река Брагинка (приток реки Днепр).

## Транспортная сеть
Транспортные связи по просёлочной, затем автомобильной дороге Брагин — Холмеч. Планировка состоит из короткой прямолинейной широтной улицы. Застройка деревянная, усадебного типа.

## История
По письменным источникам известна с XIX века как деревня в Холмечской волости Речицкого уезда Минской губернии.
С 8 декабря 1926 года до 29 января 1964 года центр Хатковского сельсовета Холмечского, с 4 августа 1927 года Лоевского, с 25 декабря 1962 года Речицкого районов Речицкого, с 9 июня 1927 года Гомельского (до 26 июля 1930 года) округов, с 20 февраля 1938 года Гомельской области.
В 1930 году рядом находился одноимённый хутор. С 1920-х годов действовала начальная школа. В 1931 году организован колхоз. Во время Великой Отечественной войны оккупанты создали здесь свой гарнизон, разгромленный партизанами. В начале 1943 года каратели сожгли деревню и убили 13 жителей. В июне 1943 года оккупанты расстреляли и сожгли 55 жителей из деревень Хатки, Рудня Бурицкая, Вышков Бурицкое (похоронены в могиле жертв фашизма в 250 м на юг от деревни). Согласно переписи 1959 года в составе колхоза имени К. Маркса (центр — деревня Малиновка). В результате катастрофы на Чернобыльской АЭС подверглась радиационному загрязнению и отнесена к категории населённых пунктов с правом на отселение.

## Население

### Численность
- 1999 год — 8 хозяйств, 19 жителей.

### Динамика
- 1897 год — 33 двора, 219 жителей (согласно переписи).
- 1908 год — 50 дворов, 321 житель.
- 1930 год — 56 дворов, 302 жителя.
- 1959 год — 95 жителей (согласно переписи).
- 1999 год — 8 хозяйств, 19 жителей.